# Jenny Lind
Johanna Maria Lind (bolj znana kot Jenny Lind), švedska operna pevka sopranistka, * 6. oktober 1820, Stockholm, † 2. november 1887, Anglija.